# Турач чорноногий
Тура́ч чорноногий (Pternistis swainsonii) — вид куроподібних птахів родини фазанових (Phasianidae). Мешкає в Центральній і Південній Африці. Вид названий на честь британського зоолога Вільяма Джона Свенсона.

## Опис

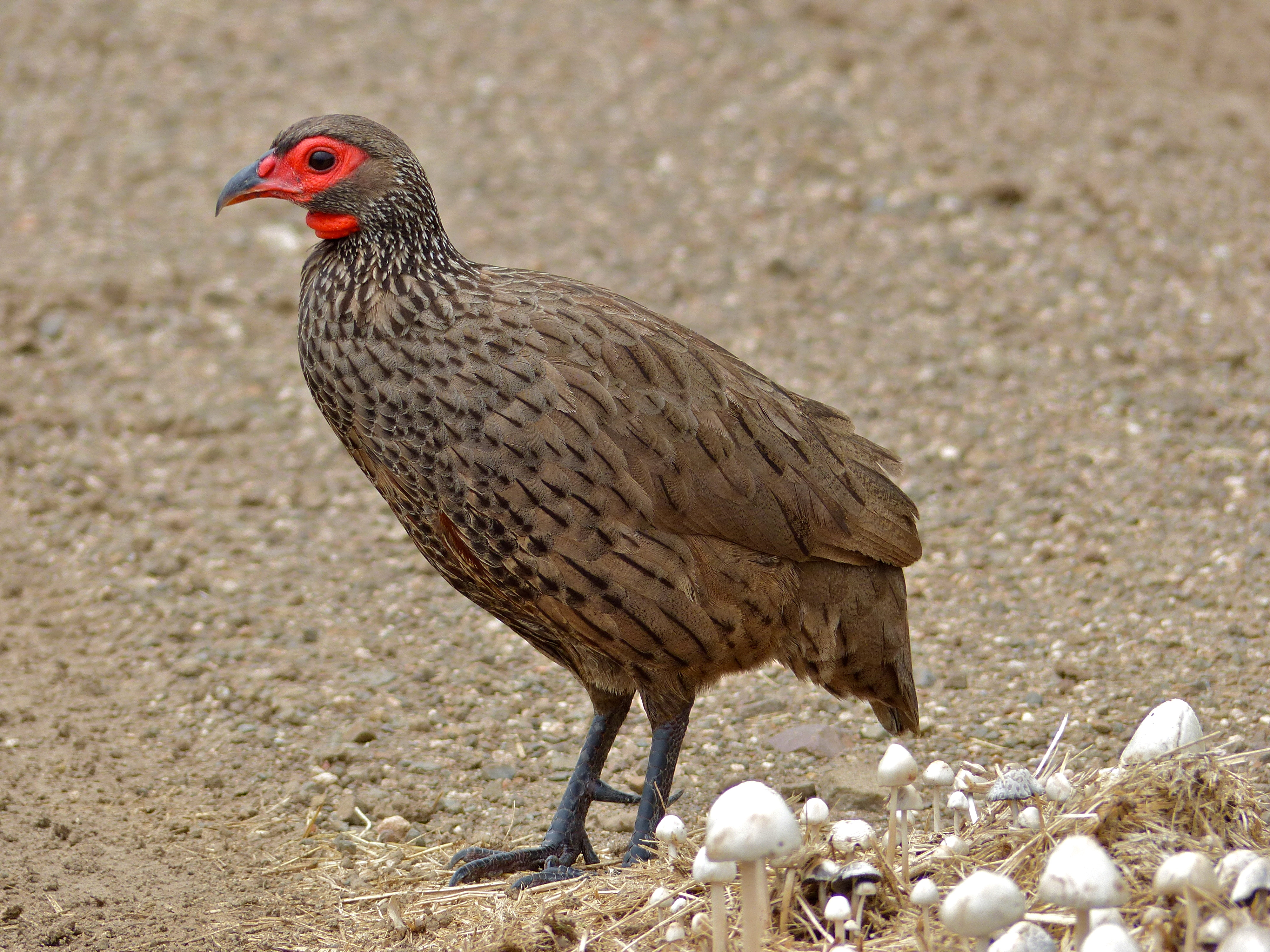
Чорноногий турач

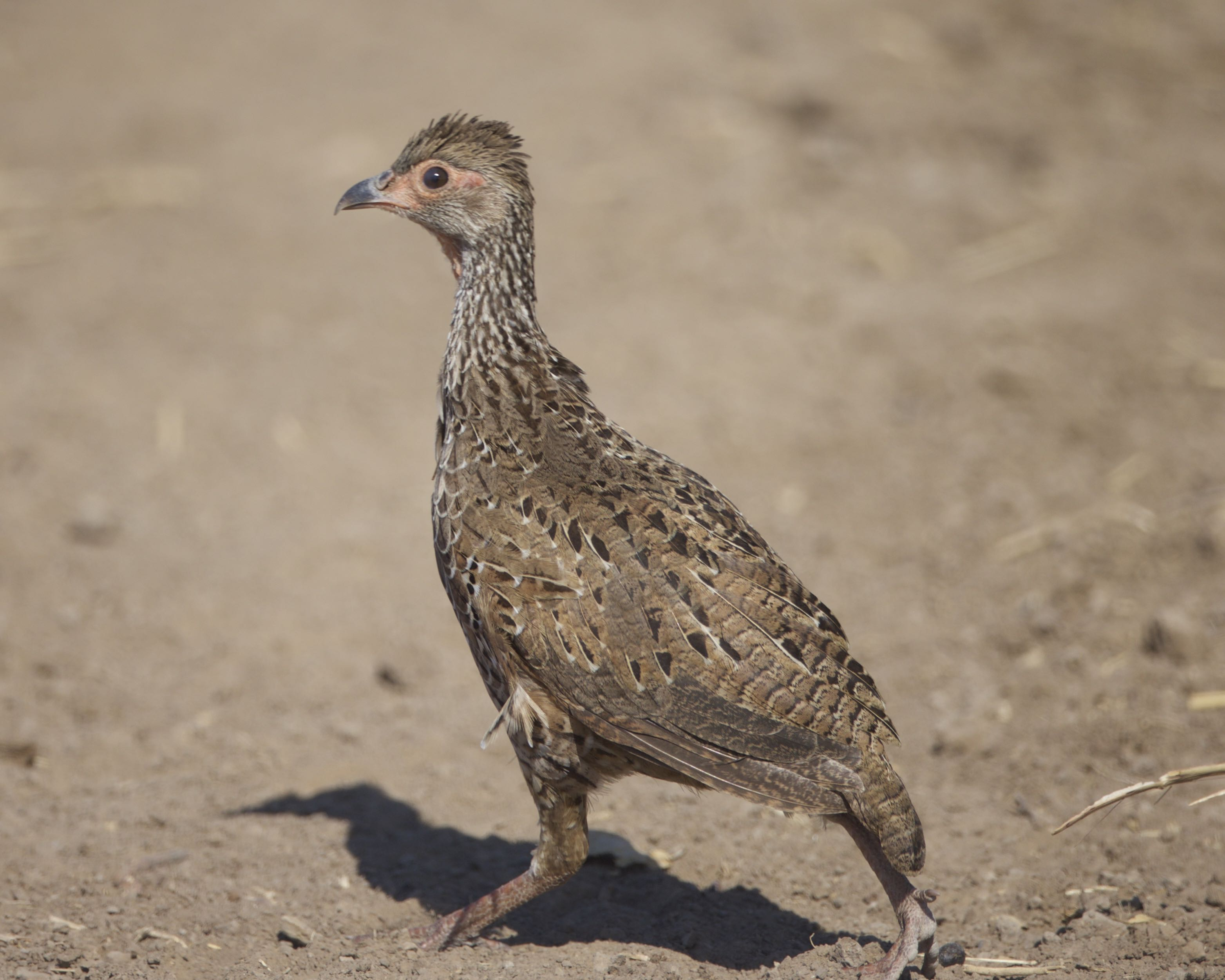
Молодий чорноногий турач

Довжина самців становить 38 см, самиць 33 см, самці важать 400-875 г, самиці 340-750 г. Забарвлення переважно рівномірно сіро-коричневе, голова і шия більш сірі, нижня частина тіла більш коричнева. Кожне перо птаха має темні края, через що оперення виглядає пістрявим. Пера на голові і шиї мають більш вузькі края, на стегнах вони широкі. Очі карі, дзьоб чорний, знизу червоний, лапи чорнуваті. Шкіра на обличчі, навколо очей, на підбодді і горла гола, червона. У самців на лапах є 1-2 шпори, у самиць вони відсутні. Також самиці мають дещо світліше забарвлення, плями на нижній чавстині тіла у них більш помітні. Молоді птахи мають світло-коричневе забарвлення, шкіра на горлі у них гола, покрита блідим пухом, лапи жовтуваті.

## Поширення і екологія
Чорноногі турачі мешкають в Замбії, Зімбабве, Ботсвані, Намібії, на півдні Анголи, локально на півночі Малаві, на півдні і заході Мозамбіку, в Південно-Африканській Республіці, локально в Лесото і Есватіні. Вони живуть в саванах та сухих луках, на узліссях галерейних лісів, в колючих чагарникових заростях, поблизу полів. Віддають перевагу місцевостям поблизу річок і озер. Зустрічаються парами або невеликими зграйками до 8 птахів. Часто приєднуються до змішаних зграй птахів разом з червонодзьобими, рудогорлими і натальськими турачами. Живляться переважно зерном злаків і насінням трав (Urochloa, Eleusine, Panicum, Digitaria, Juncus, Concurus), корінцями смикавця, бульбами, цибулинами, влітку також безхребетними. Чорноногі турачі є моногамними птахами. Сезон розможення в ПАР триває з грудня по травень, в Ботсвані з лютого по травень, в Зімбабве у лютому-березні, в Замбії з травня по липень. В кладці від 4 до 8, іноді до 12 яєць.